# Tuberculobasis geijskesi
Tuberculobasis geijskesi là một loài chuồn chuồn kim trong họ Coenagrionidae.
Tuberculobasis geijskesi được miêu tả khoa học năm 2009 bởi Machado. Loài này is vernoemd naar Dirk Cornelis Geijskes die een mannetje van Loài này verzamelde bij het dorp Republiek in Suriname. Loài này moet beschouwd worden als zeer zeldzame endeem voor Suriname: nog nooit is Loài này buiten Suriname aangetroffen.